# Penelope Umbrico
Penélope Umbrico (31 de enero de 1957) es una artista estadounidense conocida por su obra gráfica en la que utiliza principalmente  imágenes encontradas en motores de búsqueda y sitios web de intercambio de imágenes.

## Trayectoria
Umbrico nació en Filadelfia en 1957. Se graduó en la Facultad de Arte de Ontario en Toronto, Canadá en 1980. Obtuvo su título de Bellas Artes en 1989 en la Escuela de Artes Visuales de Nueva York.

## Exposiciones
En 2010, en su exposición Tal cual en LMAK Projects presentó una serie de trabajos llamados Broken Sets (EBay) (2009–2010), que consistía en imágenes de pantallas LCD de televisión rotas que se adquirieron a partir de fotografías publicadas por vendedores de eBay que intentaban vender equipos de televisión dañados para repuestos.
Su proyecto Suns from Flickr comenzó en 2006 cuando encontró 541.795 imágenes de puestas de sol buscando el tema más buscado en esa red. Tomó solo los soles de estas fotografías e hizo copias instantáneas de Kodak de ellos.
Para cada instalación, el título refleja la cantidad de visitas que obtiene al buscar "puesta de sol" en Flickr en ese momento – por ejemplo, la primera instalación fue "541,795 Suns From Flickr" en 2006; las instalaciones posteriores fueron: "2303057 Suns From Flickr (parcial) 9/25/07" (2007); "3,221,717 soles de Flickr (parcial) 31/03/08" (2008); "5,911,253 soles de Flickr (parcial) 8/03/09" (2009) - el título en sí se convierte en un comentario sobre el uso cada vez mayor de búsquedas en la web de fotos y un reflejo del contenido colectivo allí.
Su trabajo ha sido publicado en la revista The New York Times, en la portada y en el interior de los pliegos que acompañan a "Ghosts in the Machine". En marzo de 2012, Art in America presentó el trabajo de Umbrico en la portada y en el interior junto con un breve ensayo del artista.
Ha sido miembro de la facultad en el Master de verano de Bellas Artes del Bard College (Milton Avery Graduate School of the Arts) (Presidenta de MFA Photography de 2004 a 2010), y es miembro principal de la Escuela de Artes Visuales de Nueva York en Fotografía y Video.

## Publicaciones
- Variantes, 1991
- De catálogos, 1998
- Fuera de lugar, 2002
- Suites de luna de miel, 2002
- Muchos Leonard no Natman, 2010
- Trayectorias de escritorio (tal cual), 2010
- Signals Still / Ink (Book) / Out of Order, de la serie Signal to Ink, 2011
- Penélope Umbrico: Fotografías, Apeture, 2011
- Montañas en movimiento (1850–2012), Transportador, 2012
- GAMA, Apertura, 2014
- Fuera de Servicio: Venta de Escritorios de Oficina Usados y Plantas de Oficina Usadas, RVB, 2014
- Fuera de servicio: mala visualización, RVB y Photoforum Pasquart, 2016
- Eclipses solares de la colección de imágenes de la Biblioteca Pública de Nueva York, RVB, 2016

## Premios, becas y residencias
- Beca de estudio Sharpe-Walentas[6]
- Pilchuck Glass School, Artista en Residencia[7]
- Beca de fotografía John Gutmann[8]
- Beca de investigación de artistas del Smithsonian[9]
- Beca Guggenheim[10]
- Beca de la Fundación Peter S. Reed[11]
- Beca para artistas de la Fundación de Nueva York para las Artes[12]
- Premio Anónimo Era Mujer[13]
- Beca de beca para fotógrafos individuales de la Fundación Aaron Siskind[14]

## Exposiciones
- Festival Images Vevey Biennale, Range: of Mount Grammont, instalación site-specific, Vevey, Suiza, 2020[15]
- Museo George Eastman, Cualquier Licencia de la Luna de Todos , Rochester NY, 2019[16]
- Ballarat International Foto Biennale, Everyone's Moon Any License, Ballarat, Australia, 2019
- Musée des Beaux Arts, Le Locle, Suiza, 2018[17]
- Museo Peoria Riverfront, Screen Light, Peoria, IL, 2017[18]
- Proyecto especial, Foto LA, Los Ángeles, CA, 2017[19]
- Salon d'Honeur, Paris Photo, Gama: of Masters, París Francia, 2016[20]
- Museo de Arte de Milwaukee, Future Perfect, encuesta de mitad de carrera, WI, 2016[21]
- Photoforum PasquArt, Biel/Festival de Fotografía de Bienne, Bienne, Suiza, 2016[22]
- Galería Bruce Silverstein, Silvery Light, Nueva York, 2016[23]
- Cajas de luz de Grand Central Terminal, cuatro fotografías de rayos en Grand Central, NY, 2015–2016[24]
- Museo Aldrich, Shallow Sun, CT, 2015[25]
- alternativa + 1000 Festival de Photographie, Una propuesta y dos oficios, Rossinière, Suiza, 2013[26]
- Percent For Art/Departamento de Asuntos Culturales de Nueva York, Gabinete 1526–2013, instalación permanente para PS/IS 71, completado en 2013[27]
- Galería Olson, Universidad Bethel, St Paul, MN, 2013[28]
- alternativa + 1000 Festival de Photographie, Mountains, Moving: Of Swiss Alp Postcards and Sound of Music, Rossinière, Suiza, 2013[29]
- Paraty Em Foco, Futuro, Paraty, Brasil, 2011[30]
- Aeropuerto Internacional Pearson de Toronto, Universal Sunset, instalación site-specific, Contact Photography Festival, 2010[31]
- Brooklyn Academy of Music, Leonards for Leonard, instalación específica del sitio, Brooklyn, NY, 2010[32]
- Galería Bernard Toale, Boston, MA, 2004[33]
- Centro Internacional de Fotografía, Nueva York, 1992[34]

### Exposiciones colectivas
- 2009: solo por un breve tiempo en una ubicación cercana a usted [35]
- 2011: Exposición en el festival Rencontres d'Arles, Arles, Francia.
- 2011: Laureado de Rencontres d'Arles Discovery Award.

## Colecciones
El trabajo de Umbrico se encuentra en las siguientes colecciones públicas:
- Museo de Arte de Berkeley, CA[36]
- Centro Internacional de Fotografía[37]
- Museo Metropolitano de Arte[38]
- Museo de Fotografía Contemporánea[39]
- Museo de Arte Moderno de San Francisco[40]
- Museo de Arte Carnegie, Pensilvania[41]
- Museo George Eastman, Rochester, Nueva York[16]
- Centro Harry Ransom, Austin, Texas[42]
- Museo de Arte del Condado de Los Ángeles, CA[43]
- Museo McNay, San Antonio, Texas[44]
- Museo de Arte de Milwaukee, Milwaukee, WI[45]
- Instituto de Arte de Minneapolis, Minneapolis, MN[46]
- Museo für Kunst und Gewerbe, Hamburgo, Alemania[47]
- Museo de Arte Contemporáneo de San Diego, CA[48]
- Museo de Bellas Artes, Houston, TX[49]
- Museo de Arte Moderno, Nueva York, NY[50]
- Museo de Arte Pérez Miami, FL[51]
- Museo de Arte de Portland, Oregón[52]
- Museo RISD, Rhode Island[53]
- Fundación de Arte Thoma, Chicago IL[54]
- Museo Victoria and Albert, Londres[55]
- Biblioteca pública de Nueva York, Nueva York[56]
- Museo de Arte del Condado de Orange, CA[cita requerida]
- Museo Guggenheim, Nueva York[cita requerida]